# DRIVECLUB
『DRIVECLUB』（ドライブクラブ）は、Evolution Studiosが開発し、ソニー・コンピュータエンタテインメントより2014年10月9日に発売されたPlayStation 4用レースゲーム。

## 概要
ゲームジャンルは「ソーシャルレーシング」となっており、ソーシャルメディアを利用したレーシングゲームを謳っている。F1やインディカーのようなプロのレーシングではなく、ドライブが好きな仲間が集ってクラブを作り、競争したり、協力したりするレースゲームとなっている。
2015年6月30日より、PlayStation Plus会員に向けて、製品版へのアップグレードが可能な無料体験版の配信が開始された。
スピンオフ作品として、バイクレースを題材とした『DRIVECLUB Bikes』があり、『DRIVECLUB』のDLC版とスタンドアロン版の2種類が2015年10月29日から配信された。
2016年11月17日にPlayStation VR専用版『DRIVECLUB VR』が発売された。
尚、2016年3月に開発元のEvolution Studiosは閉鎖している。
アップデートも2016年11月17日に行われたものが最後になったようである。
2019年8月29日に全DLCの販売を終了した。また、2020年4月1日にオンラインサービスを終了することも発表された。

## ゲーム内容
オンラインで最大12人が同時に競走する「オンラインレース」は従来のレースゲーム同様にレースが楽しめる。
特徴的なのが最大6人のクラブを作成し、特定のポイントでのタイムやコーナリング精度などを競う「フェイスオフ」である。他のプレイヤーの記録を破ると「名声ポイント」が獲得でき、この名声ポイントの合計を所属クラブごとに競う。他のメンバーの記録はPlayStation Vitaで閲覧することも可能。名声ポイントの獲得によりドライバーズレベルやクラブレベルが上昇し、新しいマシンやアイテムが入手できる。逆に他のマシンや障害物に接触したり、コースアウトすると名声が減少する。
発売から月に1回ほどの割でアップデートがなされており、プレイヤーからの要望に応じたり、不満点の改善、コース・車種・モードの追加などが定期的に行われている。
また、有料のダウンロードコンテンツによっても車種やトロフィーが追加される。

## 評価
4Gamer.netのUHAUHAは、2014年に発売されたPS4版について、「レースに特化した生粋のレースゲームとして作られている一方、マシンの挙動がカジュアルゲーム寄りであり、初心者には向いているかもしれないが、細かいところで詰めの甘さが見受けられた。」と評し、早急にマルチプレイの環境整備を望むと述べた。